# Joan Vilar i Ferrer
Joan Vilar i Ferrer (Gaià, ? - ?, després del 1726) fou un militar català durant la Guerra de Successió Espanyola. Ja pertanyia a l'exèrcit abans de començar aquella guerra. Tenia domicili a Manresa.En el seu testament, redactat el 1709, consta com a Coronel d'Infanteria Fusillera de les Tropes del Rey Nostre Senyor Carles III. Hi apareix com a casat amb Margarida, i pare d'un fill, de nom Joan, com ell mateix.
Disposava de regiment propi des del 1710, i amb ell participà en la defensa de Cardona durant els mesos de novembre i desembre del 1711; hi destaca un enfrontament, amb els seus 180 fusellers de muntanya, a Navès, que amb l'ajut de 140 homes de cavalleria dels capitans Bonet, Busquets i Sagarra, es va afrontar tres vegades seguides als borbònics, amb el resultat de 314 soldats francesos capturats.
El 13 de novembre del 1713 es creava el Regiment de Sant Vicenç Ferrer, del qual li fou confiat el comandament. Tanmateix, al cap de dos mesos reunia els homes del seu antic regiment i abandonava Barcelona per anar a lluitar al costat d'Antoni Desvalls i de Vergós, Marquès del Poal, en l'exèrcit català de l'exterior. Deixà el comandament del regiment de Sant Vicenç Ferrer a Josep Ortiz.
Amb els seus homes, als quals s'havien ajuntat 200 soldats del Regiment de cavalleria Sant Jaume, sota el comandament del capità Antoni Puig i Sorribes, així com els capitans -amb els seus homes- Badia, Adjutori Sagarra i el Penjadet, que pertanyien al Regiment de Nebot, deixà Barcelona el 8 de febrer, i anà a trobar el Marquès del Poal a Monistrol de Calders, on també s'aplegaren Ermengol Amill i Moliner, Francesc Busquets i Mitjans, Pere Bricfeus i Terns i altres destacats oficials catalans, per tal de formar l'exèrcit català de l'exterior, que havia de servir per intentar desfer des de darrere el setge de Barcelona.
El 13 i 14 d'agost participà molt destacadament a la batalla de Talamanca, i continuà lluitant contra els borbònics fins a la capitulació de Cardona el 18 de setembre del 1714. S'acollí al perdó reial, que obtingué, i el 1726 apareix enquadrat en regiments francesos a la ciutat de Perpinyà, juntament amb altres austriacistes com Francesc Bac de Roda fill i Pere Joan Barceló i Anguera, Carrasclet, en uns batallons catalans integrats a l'exèrcit de França. La darrera notícia que se'n té és que residia a la vila rossellonesa d'Illa.